# 豔漢
《豔漢》是日本漫畫家尚月地創作的日本漫畫作品。為作者的處女作。於新書館漫畫雜誌《Wings》上連載。最初是在《小說Wings》2007年夏号連載。單行本已出版17卷。

## 劇情簡介
「住在世界盡頭、宛如幻境一般的小城鎮裡，總是穿著鬆垮服裝、
無兜（沒有繫兜襠布）、長相妖豔卻老是一臉呆滯樣的製傘人．詩郎，
與最受不了邋塌的人、是名熱血硬漢的警察大人．光路郎，
一次次被捲入煽情卻又光怪陸離的各種事件中！
眉目清秀、彷彿令人窒息的性感動作大集合，琳瑯滿目！

## 登場人物
配音為廣播劇CD的配音。
吉原詩郎（配音：福山潤、植田佳奈（幼年））
主角其中之一。16歲。
山田光路郎（配音：前野智昭、椎名碧流（幼年））
主角其中之一。
吉原安里（配音：櫻井孝宏、內山夕實（幼年））
主角其中之一。詩郎的哥哥。性向為雙性戀。本性殘忍。
荒上三郎太（配音：佐藤拓也、田村睦心（幼年））

早乙女水彥（配音：飛田展男）

山田アグリ（配音：東山奈央）

六口（配音：藤田咲）

橘伸三（配音：蜂須賀智隆）

咲花瑠璃丸（配音：丹澤晃之）

咲花禮司（配音：菊池幸利）

花吹佐吉（配音：吉開清人）

瓜生冬陽（配音：倉貫匡弘）

瓜生夏月（配音：伊崎龍次郎）

## 出版書籍
| 集數 | 新書館         | 新書館                 | 東立出版社                  | 東立出版社                                             |
| 集數 | 發售日期       | ISBN                   | 發售日期                    | ISBN / EAN                                             |
| ---- | -------------- | ---------------------- | --------------------------- | ------------------------------------------------------ |
| 1    | 2008年9月24日  | ISBN 978-4-403-61917-5 | 2009年9月4日                | ISBN 978-986-10-4051-6                                 |
| 2    | 2009年7月24日  | ISBN 978-4-403-61939-7 | 2010年4月6日                | ISBN 978-986-10-4052-3                                 |
| 3    | 2010年9月25日  | ISBN 978-4-403-61977-9 | 2011年8月25日               | ISBN 978-986-10-6519-9                                 |
| 4    | 2011年5月26日  | ISBN 978-4-403-62108-6 | 2012年3月12日               | ISBN 978-986-10-8029-1                                 |
| 5    | 2012年4月25日  | ISBN 978-4-403-62142-0 | 2012年9月5日                | ISBN 978-986-317-007-5                                 |
| 6    | 2013年1月25日  | ISBN 978-4-403-62156-7 | 2013年5月8日                | ISBN 978-986-3247-896-5                                |
| 7    | 2013年11月23日 | ISBN 978-4-403-62169-7 | 2014年1月23日               | ISBN 978-986-337-785-6                                 |
| 8    | 2014年11月25日 | ISBN 978-4-403-62183-3 | 2015年1月21日 2015年1月28日 | EAN 471-094-554-532-5（限定版） ISBN 978-986-382-293-6 |
| 9    | 2015年8月25日  | ISBN 978-4-403-62202-1 | 2015年12月31日 2016年1月7日 | EAN 471-094-554-744-2（限定版） ISBN 978-986-431-540-6 |
| 10   | 2016年8月10日  | ISBN 978-4-403-62223-6 | 2016年12月9日               | ISBN 978-986-470-886-4                                 |
| 11   | 2017年6月24日  | ISBN 978-4-403-62243-4 | 2017年11月17日              | ISBN 978-986-486-525-3                                 |
| 12   | 2018年3月24日  | ISBN 978-4-403-62259-5 | 2018年6月15日 2018年6月22日 | EAN 471-094-555-581-2（限定版） ISBN 978-957-26-0998-9 |
| 13   | 2019年4月25日  | ISBN 978-4-403-62283-0 | 2019年9月12日               | ISBN 978-957-26-3248-2                                 |
| 14   | 2019年12月25日 | ISBN 978-4-403-62294-6 | 2020年8月20日               | ISBN 978-957-26-4855-1                                 |
| 15   | 2021年1月26日  | ISBN 978-4-403-62316-5 | 2022年2月18日               | ISBN 978-957-26-6408-7                                 |
| 16   | 2021年9月27日  | ISBN 978-4-403-62329-5 | 2022年4月7日                | ISBN 978-957-26-7956-2                                 |
| 17   | 2022年9月26日  | ISBN 978-4-403-62347-9 | 2023年6月30日               | ISBN 978-626-347-413-0                                 |
| 18   | 2023年8月28日  | ISBN 978-4-403-62364-6 | 2024年7月11日               | ISBN 978-626-02-0834-9                                 |
| 19   | 2024年8月27日  | ISBN 978-4-403-62379-0 |                             |                                                        |
| 20   | 2025年6月26日  | ISBN 978-4-403-62394-3 |                             |                                                        |

### 畫集
- 豔漢畫集（艶漢ヴィジュアルブック）

| 集數 | 新書館         | 新書館                 | 東立出版社     | 東立出版社             |
| 集數 | 發售日期       | ISBN                   | 發售日期       | ISBN                   |
| ---- | -------------- | ---------------------- | -------------- | ---------------------- |
| 全   | 2017年12月14日 | ISBN 978-4-403-65080-2 | 2018年11月16日 | ISBN 978-957-26-1824-0 |

## 舞台劇
浪漫活劇譚『豔漢』
於Theatre sunmall劇場公演，2016年3月30日－4月3日期間演出。
浪漫活劇譚『豔漢』第二夜
於俳優座劇場進行公演，2017年12月13日－12月17日期間演出。
浪漫活劇譚『豔漢』第三夜
於Theatre sunmall劇場公演，2019年4月20日－4月29日期間演出。
浪漫活劇譚『艶漢』第四夜
於Theatre sunmall劇場公演，2020年2月16日－3月1日期間演出。

## 展覽
於Gallery Niepce會場展出、2016年3月30日－4月3日舉辦

ORANGE GALLERY會場展出，2016年8月19日－23日舉辦

於明興ビル2階會場展出，2019年3月15日－3月24日舉辦

於池袋虜會場展出，2019年4月12日－4月29日舉辦

## 相關商品

### 廣播劇CD
「豔漢」
1. 2011年11月11日發售、規格編號 SWCD-50
2. 2013年2月28日發售、規格編號 SWCD-061
3. 2013年12月13日發售、規格編號 SWCD-070

「劇的奇想音盤 豔漢」 廣播劇CD
2017年8月31日發售、規格編號 SWCD-104

### 影像商品
浪漫活劇譚
浪漫活劇譚「豔漢」
2016年9月7日發售、規格編號 CLIE-16017
浪漫活劇譚「豔漢」 第二夜
2018年6月27日發售、規格編號 CLIE-18128
浪漫活劇譚「豔漢」 第三夜
2019年10月30日發售、規格編號 CLIE-19158
歌謠俱樂部
歌謠俱樂部「豔漢」
2017年2月22日發售、規格編號 CLIE-17053
歌謠俱樂部「豔漢」 第二幕
2018年9月26日發售、規格編號 CLIE-18138

### 音樂商品
歌謠俱樂部「豔漢」LIVE SOUNDTRACK
2017年6月14日發售、規格編號 CLIE-17054
歌謠俱樂部「豔漢」第二幕LIVE SOUNDTRACK
2018年9月26日發售、規格編號 CLIE-18139

## 外部連結
- 尚月地　官方網站（页面存档备份，存于）（日語）
- 新書館　官方網站（日語）
- 浪漫活劇譚『豔漢』官方網站（页面存档备份，存于）（日語）